# Calibri Calibro
Calibri Calibro (né Abdoulaye Thiam) est un activiste camerounais, leader au sein de la Brigade anti-sardinards (BAS) de France, qui interpelle Emmanuel Macron au salon de l'agriculture le 22 février 2020 au sujet du massacre de Ngarbuh et contre la gestion de Paul Biya à la tête du Cameroun.

## Biographie

### Enfance et débuts
Calibri Calibro est né à l'hopital Laquintinie et a grandi à New Bell, un quartier populaire de Douala. Il est l'un des 5 enfants de  Thiam, un immigré  franco-sénégalais arrivé au Cameroun et installé dans cette zone agricole ayant connu les affres de la guerre de décolonisation et d'une mère Mbo, originaire de la localité de NLohé, dans le Mungo, au pied du Mont Koupé, dans la région du Littoral au Cameroun.
À la suite de son interpellation du président de la République française Emmanuel Macron, des personnes (Pierre Mila Assouté, Jean de Dieu Momo, Grégoire Owona, Marlène Emvoutou qui y voit une combine avec Sibeth Ndiaye, etc.) remettent en question sa nationalité et filiation camerounaise,,. 
D'autres comme Jean-Pierre Bekolo y attachent moins d'importance et écrit :« Si c’est son sang sénégalais qui lui a donné ce courage et cette inspiration, nous avons besoin de plus de Sénégalais au Cameroun».

### Exil en France
En 2016, il prend le chemin de l'exil en direction de l'Europe. Il arrive en France, après avoir traversé la Méditerranée, parcours de migration qu'il raconte lors d'une émission de STV International. 
Selon Tomas Statius, repris par Mediapart, : « La DGSI est intervenue pour empêcher sa protection, au motif qu’elle pourrait « porter atteinte aux intérêts diplomatiques de la France » ».

## Activisme politique

### Actions avec la BAS

#### Saccage de l'ambassade du Cameroun à Paris.
Calibro Calibro, Waffo Wanto et Azonsop Tchetchago Nelson devront répondre devant la justice française du saccage de l'ambassade du Cameroun à Paris. Initialement prévu pour le 28 février 2020, le procès est reporté à novembre 2020.

#### Manifestations à Lyon
Lyon du 8 au 12 octobre 2019, présent à la sixième Conférence de reconstruction des ressources du fonds mondial de lutte contre le sida, la tuberculose et le paludisme, Paul Biya a été accueilli par ses partisans et hué par la BAS qui a manifesté contre la présence de Paul Biya à la conférence de Lyon. Calibri Calibro affirme alors : « J’ai échappé à la mort et mon combat va continuer ».

### Interpellation et entretien avec Macron au salon de l'agriculture
Son fait d'arme majeur, qui cimente sa popularité, a lieu le samedi 22 février 2020, au Salon de l'Agriculture de Paris. Calibri Calibro crie le nom d'Emmanuel Macron qui décide de s'approcher de lui et de l'écouter. Le protocole et la sécurité sont perturbés et il commence son propos à l'endroit d'Emmanuel Macron par un rappel de l’événement récent avec le massacre de Ngarbuh. À la fin de l'échange, Macron demande à un collaborateur de noter la liste des noms des personnes à faire libérer et que Calibri fournira à Franck Paris, (son conseiller diplomatique pour les affaires Africaines) en vue de préparer son appel téléphonique de fin février avec Paul Biya.   
En réponse, Emmanuel Macron révèle : « J’avais dit au Président Biya: “Je ne veux pas qu’on se voit à Lyon tant que Maurice Kamto n’est pas libéré“. Et il a été libéré parce qu’on a mis la pression ». Paul Biya était à une conférence à Lyon le 8 octobre 2019, 3 jours après la libération de Maurice Kamto le 4 octobre 2019.

#### Suites et Réactions à Yaoundé
Des manifestations hostiles à Emmanuel Macron sont organisées le 24 et le 25 février devant l'ambassade de Yaoundé au Cameroun. Des journalistes et des commentateurs affirment qu'elles sont autorisées et promues par les autorités du Cameroun,.

### Interruption d'un office religieux en présence de la ministre Ketcha-Courtes.
Le dimanche 11 octobre 2020, Calibri Calibro et ses compagnons font irruption dans une église catholique en France et scandent des propos hostiles au ministre de Paul Biya :

« Vous avez le diable dans la maison monsieur le curé. Cette famille tue les gens, cette famille c’est des assassins. Cette famille verse le sang des Camerounais »

Le prêtre interrompt l'office et les lieux sont vidés.

### Expulsion de Brenda Biya d'un hôtel à Paris
Après avoir appris que Brenda Biya séjourne à l’hôtel Plazza Athénée de Paris, Calibri Calibro pour la BAS et les "Bobi Tanap" (seins debout) sont allés - le 14 octobre 2020 - donner un ultimatum d'expulsion aux responsables de cet hôtel,. Brenda Biya a quitté l'hôtel le lendemain, action qui a déclenché plusieurs approbations, critiques et réprobations,,.